# Christine Marshall
Christine Marshall (n. 11 august 1986, Newport News⁠(d), Virginia, SUA) este o înotătoare ce a reprezentat Statele Unite ale Americii, medaliată olimpică. A participat la o ediție a Jocurilor Olimpice (2008) în care a câștigat două medalii de bronz.